# Esmond R. Long
Esmond Ray Long (* 16. Juni 1890 in Chicago; † 11. November 1979 in Philadelphia) war ein US-amerikanischer Biochemiker und Pathologe.

## Leben
Esmond Ray Long war das zweite von fünf Kindern von John Harper Long und Catherine Bell Stoneman. Sein Vater war Professor für Chemie an der Northwestern University und später Dekan der dortigen School of Pharmacology. Esmond Ray besuchte bis 1906 die Morgan Park Academy in Chicago und studierte dann privat bei seinem Vater und an der University of Chicago Chemie, wo er 1911 seinen Bachelorabschluss machte. Er promovierte dann 1918 unter Ludvig Hektoen in chemischer Pathologie (Ph.D. in chemical pathology) an der Medical School der Universität und machte noch zusätzlich 1926 den Abschluss als Doktor der Medizin am Rush Medical College. Die Promotion verzögerte sich auf Grund einer Tuberkuloseerkrankung, die er selbst 1913 in seinem Sputum diagnostizierte. Über die nächsten fünf Jahre unterzog er sich einer Vielzahl der damals gängigen Therapien und begann währenddessen mit ersten Untersuchungen auf seinem späteren Hauptforschungsgebiet, der Tuberkulose. Er forschte an der University of Chicago, wo er 1928 Professor für Pathologie wurde und 1923 erstmals mit seiner langjährigen Assistentin Florence B. Seibert zusammenarbeitete. Während seiner Zeit in Chicago entstanden auch erste Bücher über die Tuberkulose und die Geschichte der Pathologie.
Seibert und Long untersuchten die damaligen verfügbaren Tests zur Diagnose der Tuberkulose und zeigten, dass die Immunantwort beim üblichen Hauttest mit Tuberkulin von Proteinen des Erregers Mycobacterium tuberculosis verursacht wird. Beide gingen 1932 an die University of Pennsylvania, wo Esmond R. Long Professor für Pathologie und Direktor des Henry Phipps Institute wurde. Florence B. Seibert entwickelte bis 1934 hier eine Methode zur Erzeugung eines speziellen Proteinextraktes, des sogenannten purified protein derivative (PPD), das in den 1940er Jahren der Referenzstandard des US Public Health Service’s Bureau of Biologics Standards für den Tuberkulin-Test wurde, sowie 1952 auch der internationale Standard der Weltgesundheitsorganisation.
Bis zu seiner Pensionierung 1955 beschäftigte sich Esmond R. Long hauptsächlich mit der Diagnose, Vorbeugung und Kontrolle der Tuberkuloseerkrankung sowie mit beeinflussenden Umweltfaktoren und Rassenunterschieden. Er war zudem Vorsitzender mehrerer professioneller Vereinigungen wie der American Association of Pathologists and Bacteriologists sowie Herausgeber des International Journal of Leprosy und des American Review of Tuberculosis. Er beschäftigte es sich auch weiterhin  mit der Geschichte der Medizin und veröffentlichte weitere Bücher über die Geschichte der Pathologie in den USA und mehrerer wissenschaftlicher Organisationen.
Esmond R. Long war seit 1922 mit Marian Adams verheiratet, mit der er einen Sohn und eine Tochter hatte; sie verstarb 1974.

## Auszeichnungen (Auswahl)
- 1932: Trudeau Award (American Lung Association)[7]
- 1940: Mitglied der American Philosophical Society[8]
- 1946: Mitglied der National Academy of Sciences[9]
- 1954: The Philadelphia Award (Board of Trustees, gestiftet von Edward W. Bok 1921)[10]
- 1971: Gold-Headed Cane Award (American Society for Investigative Pathology)[11]

## Werke (Auswahl)
- Tuberculosis : its causes and prevention. Haldeman-Julius, Girard, KS 1925.
- A history of pathology. Erw. u. überarb. Auflage, Dover Publ., New York 1965 (1. Auflage 1928).
- Selected readings in pathology from Hippocrates to Virchow. Charles C. Thomas Publ., Springfield, IL 1929.
- Mit Harry Gideon Wells: The Chemistry and chemotherapy of tuberculosis. 3. Auflage, The Williams & Wilkins Company, Baltimore 1958 (1. Auflage 1932)
- A history of American pathology. Charles C. Thomas Publ., Springfield, IL 1962.